# Kognitive Theorie des multimedialen Lernens
Die Kognitive Theorie des multimedialen Lernens ist ein Instruktionsdesign von Richard E. Mayer zur Verknüpfung der Text- und Bildpräsentation von Lerninhalten.
Ausgehend von einem dreigliedrigen Gedächtnismodell, das ein visuelles und ein auditives Subsystem unterscheidet, macht sie Aussagen über grundlegende Verarbeitungsprozesse beim multimedialen Lernen und formuliert sogenannte Multimedia-Prinzipien zur lernförderlichen Gestaltung von multimedialen Lernmaterialien. 

## Gedächtnismodell der Kognitiven Theorie des multimedialen Lernens

Gedächtnismodell der Kognitiven Theorie des Multimedialen Lernens

Die Kognitive Theorie des multimedialen Lernens geht vom etablierten Modell des Drei-Speicher-Modells mit den drei Systemen Sensorischer Speicher, Arbeitsgedächtnis und Langzeitgedächtnis aus. 
Im sensorischen Speicher werden über die Sinne, besonders Auge und Ohr, eintreffende Informationen kurzzeitig erfasst und in ihrer exakten Form präsent gehalten. Hierbei kommen visuelle Informationen – sowohl Bilder, Grafiken, Videosequenzen als auch geschriebene Wörter – im visuellen sensorischen Speicher an und gesprochene Wörter im auditiven Speicher. Innerhalb weniger Sekunden muss nun eine Selektion durch das Arbeitsgedächtnis stattfinden, sonst geht die Information verloren. 
Das Arbeitsgedächtnis ist in der Kognitiven Theorie multimedialen Lernens von zentraler Bedeutung. Es wählt aus den im sensorischen Speicher vorhandenen Informationen aus, organisiert sie aktiv und integriert sie in das Langzeitgedächtnis.
Aufbauend auf der Dualen Kodierungstheorie von Allan Paivio geht die Kognitive Theorie des multimedialen Lernens von zwei unterschiedlichen, parallel arbeitenden Subsystemen für die Text- und Bildverarbeitung im Arbeitsgedächtnis aus: Sprachliche Informationen werden demnach in einem anderen System verarbeitet als bildliche Informationen. Die beiden Systeme unterscheiden sich in ihrer Arbeitsweise, sind aber miteinander verbunden und interagieren miteinander. Bildhafte Informationen können in verbale Informationen überführt werden und umgekehrt. 
Im Langzeitgedächtnis ist das Vorwissen des Lernenden gespeichert. Es handelt sich hierbei um große Informationsmengen, die zur Bearbeitung und Veränderung ins Arbeitsgedächtnis gebracht werden müssen. 
Die Kognitive Theorie des multimedialen Lernens formuliert fünf zentrale Verarbeitungsprozesse, die im SOI-Modell zusammengefasst sind.

## SOI-Modell
Das SOI-Modell (Selektion – Organisation – Integration) der cognitive theory of multimedia learning von Richard E. Mayer basiert auf folgenden Annahmen:
- das Arbeitsgedächtnis beinhaltet voneinander unabhängige, auditive und visuelle Komponenten zur kurzfristigen Speicherung von Information.
- jeder der Arbeitsgedächtnisspeicher hat eine begrenzte Kapazität. Diese Annahme ist nach Chandler/Sweller 1991 und Paas/Van Merriënboer 1994 mit der Cognitive Load Theory konsistent.
- der Mensch hat zwei separate Systeme für die Repräsentation verbaler und nonverbaler Informationen. Diese Annahme ist konsistent mit der „Dualen Kodierungstheorie“ nach Paivio 1986.
- sinnvolles bzw. kumulatives Lernen (meaningful learning) findet dann statt, wenn der Lernende seine Aufmerksamkeit auf die relevanten Informationen richtet und diese in jedem Speicher selektiert, die ausgewählte Information in einem kohärenten, mentalen Modell kohärenter Repräsentationen organisiert sowie Verknüpfungen zu anderen kohärenten, mentalen Modellen herstellt und in das bereits bestehende Wissen integriert.

### Beteiligte Prozesse
In diesem Modell sind fünf kognitive Prozesse zentral am Lernen beteiligt:
- Auswahl von relevanten Wörtern (Selektion),
- Auswahl von relevanten Bildinhalten (Selektion),
- Strukturierung der Textinhalte sowie Bildung eines kohärenten verbalen Modells (Organisation),
- Strukturierung der relevanten Bildinhalte zu einem kohärenten bildhaften Modell (Organisation) und
- die Verknüpfung der Text- und Bildpräsentation sowie die Verknüpfung des neuen Wissens mit bereits erworbenem aus dem Langzeitgedächtnis (Integration).

Als weitere Annahme formulieren Clark/Mayer die Tatsache, dass neues Wissen bzw. Fähigkeiten aus dem Langzeitgedächtnis aktiviert und ins Arbeitsgedächtnis transferiert werden müssen, um angewendet werden zu können. Außerdem betonen sie, dass metakognitive Fähigkeiten benötigt werden, um all diese Prozesse zu steuern.

## Prinzipien
Die kognitive Theorie multimedialen Lernens wurde durch eine Vielzahl von Untersuchungen überprüft, was zu verschiedenen Prinzipien multimedialen Lernens führte.
- Das Prinzip der dualen Kodierung (oder Multimediaprinzip) besagt, dass textuelle und bildliche Informationspräsentation den Wissenserwerb mehr fördert, als nur textuelle Informationspräsentation. Grafiken mit Text sind zur Veranschaulichung von Beziehungen besonders lernwirksam.
- Das Prinzip der räumlichen Nähe oder Kontiguitätsprinzip I sagt aus, dass die räumlich benachbarte Darstellung textueller und bildlicher Informationen den Wissenserwerb mehr fördert als eine getrennte Präsentation von Texten und Bildern, demnach sollen zusammengehörende Worte und Grafiken nahe beieinander platziert werden.
- Das Prinzip der simultanen Darstellung oder Kontiguitätsprinzip II besagt, dass die gleichzeitige Präsentation bildlicher und textueller sprachlicher Informationen den Wissenserwerb mehr fördert, als die sukzessive Präsentation der gleichen Inhalte.
- Das Kohärenz-Prinzip sagt aus, dass interessante, aber für das Lehrziel irrelevante visuelle oder akustische Informationen, den Wissenserwerb reduzieren, d. h. anregendes Bildmaterial ohne didaktischen Wert beeinträchtigt die Lernleistung.
- Das Multimodalitäts-Prinzip oder Modalitätsprinzip besagt, dass effektiver über Bilder und gesprochene Worte als über Bilder und geschriebene Worte gelernt wird. Durch die Kombination von Informationen über Bilder und gesprochene Worte werden sowohl der auditive als auch der visuelle Eingangskanal genutzt und nicht nur der visuelle Kanal, wie es bei der Kombination von Bild und geschriebenem Wort der Fall wäre.
- Das Redundanz-Prinzip sagt aus, dass bei einem Bild oder einer Grafik, die von gesprochenem Text begleitet wird, der Text nicht zusätzlich in gedruckter Form beigefügt werden sollte. Gedruckter Text zu bildhaften Informationen überlastet das visuelle System des sensorischen Gedächtnisses. Zudem wird ein Teil des Arbeitsgedächtnisses damit belastet, die eintreffenden gelesenen und gehörten Worte miteinander zu vergleichen.
- Das Prinzip der individuellen Unterschiede oder Personalisierungsprinzip besagt, dass eine persönliche Ansprache sowie pädagogische Agenten das Lernen unterstützen können. Außerdem wirken Designeffekte bei geringem Vorwissen der Lernenden mehr, als bei hohem
- Vorwissen, da Lernende mit hohem Vorwissen imstande sind, ihr Vorwissen dazu zu gebrauchen, Mängel der Instruktionsqualität auszugleichen.

### Kritik
Als Hauptproblem des Ansatzes von Mayer (2001) kann die Tatsache erwähnt werden, dass – wie in vielen anderen ID-Theorien und -Modellen (Instruktionsdesign) – keine motivationalen Aspekte des Lehrens und Lernens (wie z. B. das ARCS-Modell) Berücksichtigung finden. Aus diesem Grund versuchten Astleitner/Wiesner (2003) in ihrem Integrativen Modell Multimedialen Lernens sowie auch Astleitner/Pasuchin/Wiesner (2006), besonders die Komponente Motivation hervorzuheben, um Mängel der populären Kognitiven Theorie Multimedialen Lernens von Mayer auszugleichen. Eine weitere Ergänzung erfolgte durch Wiesner (2008), indem die Komponente Emotion (Emotionales Lernen) hinzugefügt wurde.